# Jalovce na Světovině
Jalovce na Světovině jsou přírodní památka v Křivoklátské vrchovině na území chráněné krajinné oblasti Křivoklátsko. Nachází se asi 800 metrů východně od Drahoňova Újezdu v okrese Rokycany v Plzeňském kraji. Předmětem ochrany je bývalá pastvina s výskytem jalovce obecného pravého.

## Historie
Území přírodní památky bývalo využíváno jako pastvina. Po ukončení pastvy dobytka přispěly k uchování populace jalovce výstavba elektrického vedení a lesnické zásahy zaměřené na redukci břízy bělokoré (Betula pendula), trnky obecné (Prunus spinosa) a vrby jívy (Salix caprea).
Chráněné území vyhlásila Správa CHKO Křivoklátsko dne 1. února 2014. Přírodní památka je v Ústředním seznamu ochrany přírody evidována pod číslem 5828.

## Přírodní poměry

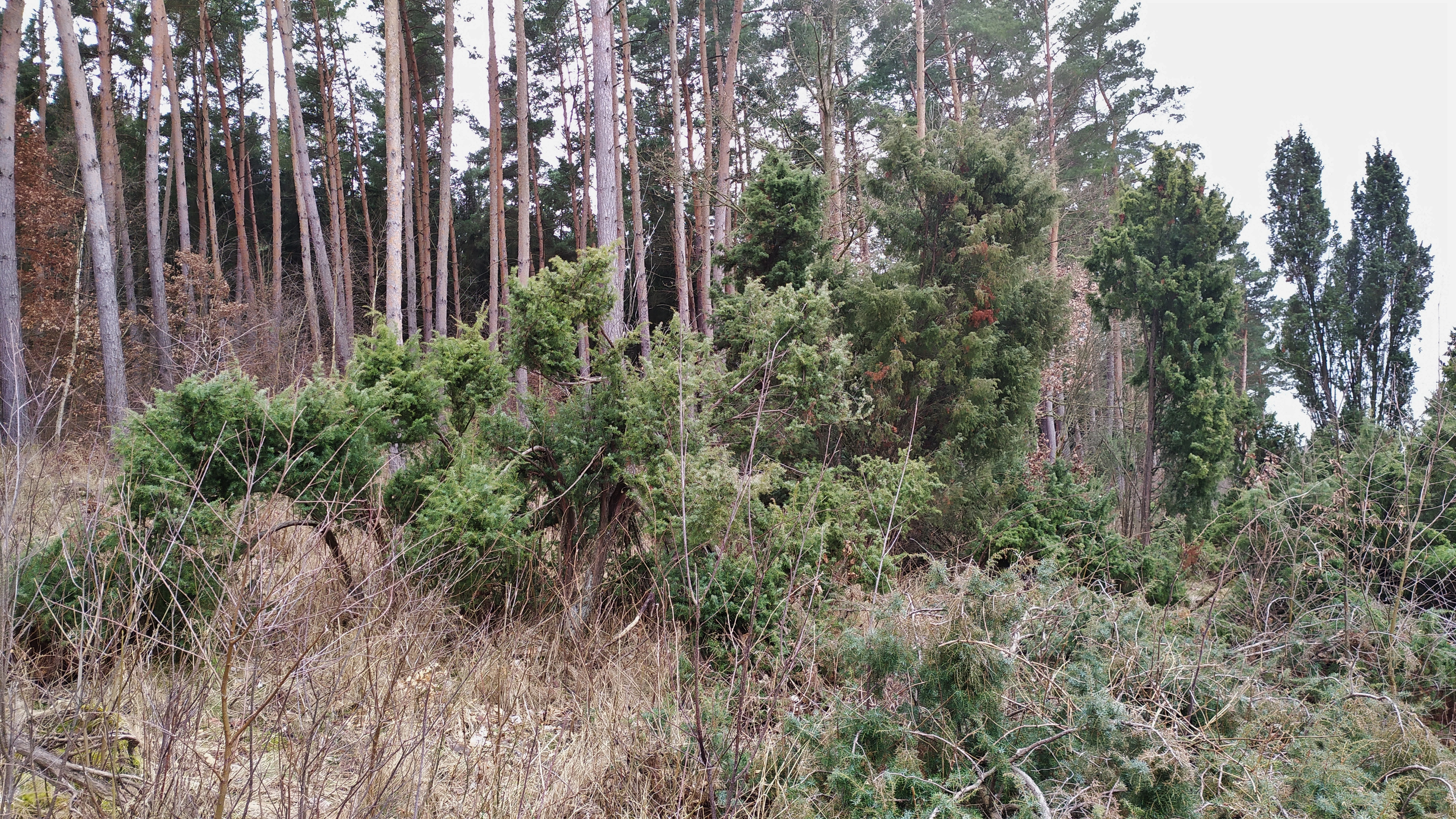
Jalovcový porost ve střední části chráněného území

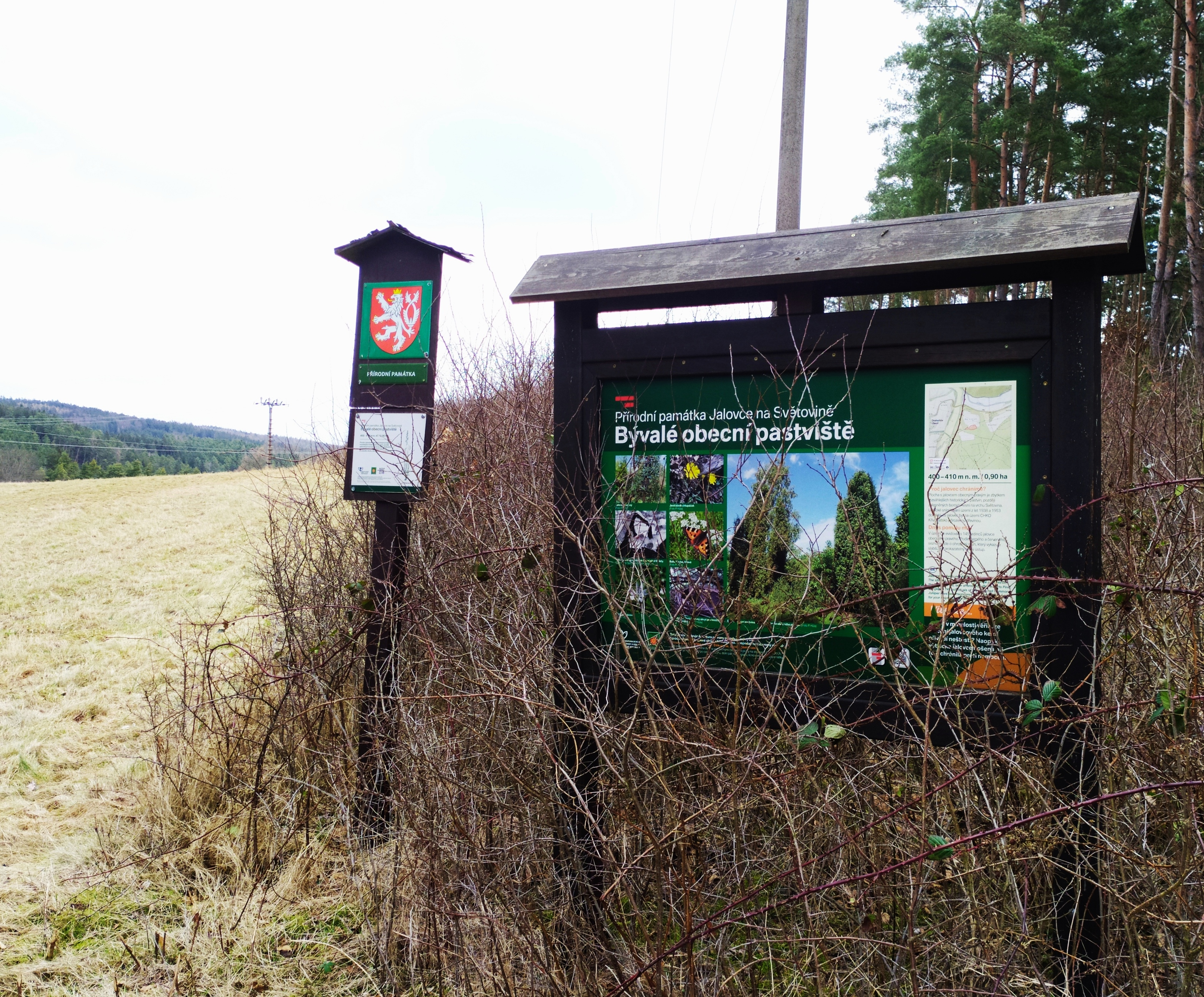
Informační tabule

Chráněné území měří 0,8975 hektaru, nachází se v nadmořské výšce 397–410 metrů v katastrálním území Drahoňův Újezd v jihozápadní části chráněné krajinné oblasti Křivoklátsko. Na východní a jihozápadní straně přírodní památky se nachází ochranné pásmo s celkovou rozlohou 0,2286 hektaru.

### Abiotické podmínky
Geologické podloží tvoří ryolitové tufy křivoklátsko-rokycanského komplexu. V geomorfologickém členění Česka leží lokalita v celku Křivoklátská vrchovina, podcelku Zbirožská vrchovina a v okrsku Hudlická vrchovina. Lokalita se nachází na svahu orientovaném k severu. Podle půdní mapy se v přírodní památce i širokém okolí vyskytuje půdní typ kambizem modální, ale podle plánu péče se zde vyskytuje luvizem.
Území odvodňují potoky Koželužka a Zbirožský potok, jejichž soutok se nachází asi 400 metrů daleko na severozápadě. Patří tedy k povodí Berounky. V rámci Quittovy klasifikace podnebí se chráněné území nachází v mírně teplé oblasti MT11, pro kterou jsou typické průměrné teploty −2 až −3 °C v lednu a 17–18 °C v červenci. Roční srážkový úhrn je 550–650 mm. Počet mrazových dnů je 110–130.

### Flóra a fauna

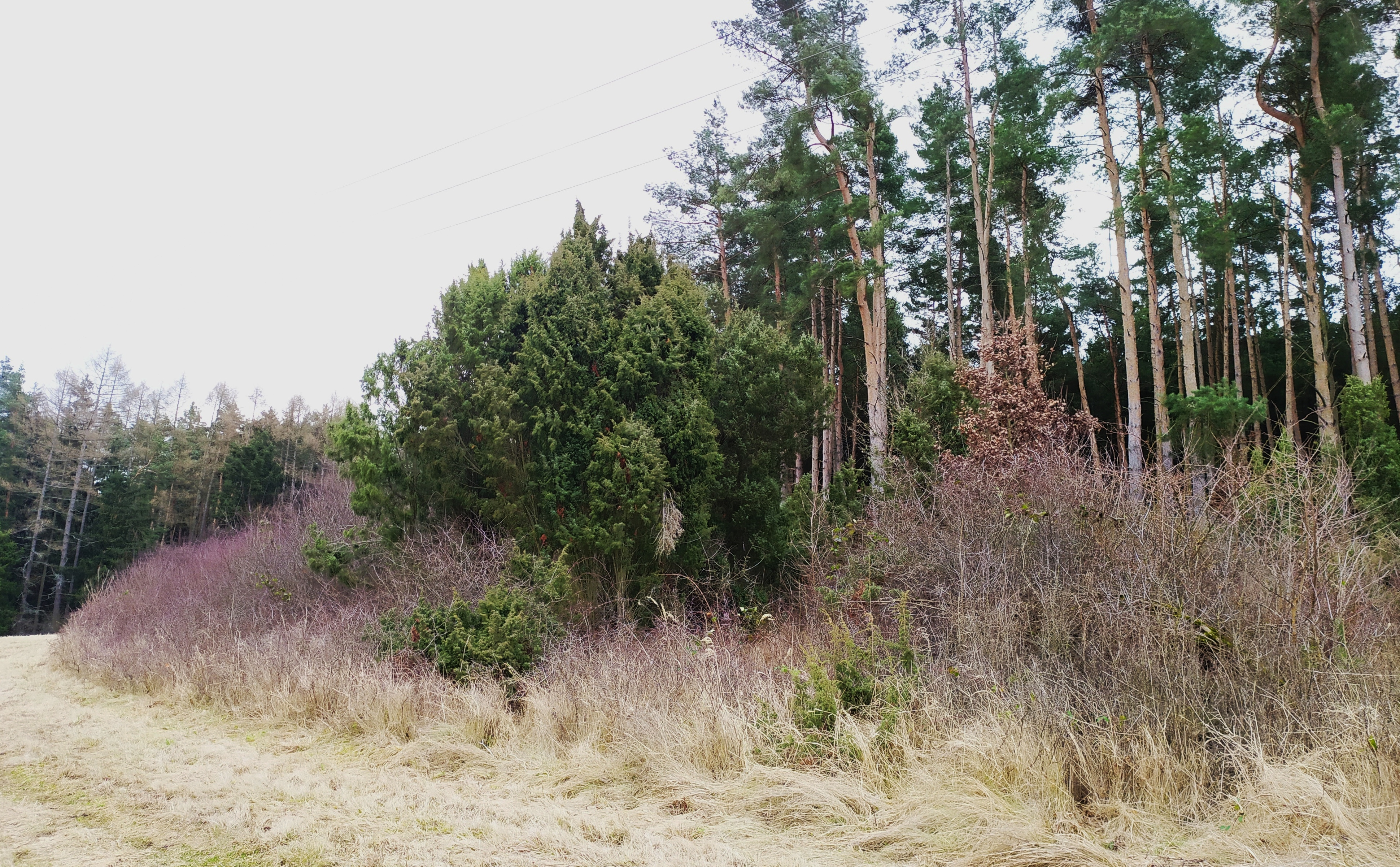
Seskupení jalovců na východním okraji chráněného území

Přírodní památku tvoří tři biotopy: podhorské a horské smilkové trávníky, lesní kultury s nepůvodními jehličnatými dřevinami a vysoké mezofilní a xerofilní křoviny. Předmětem ochrany je populace 145 jedinců jalovce pravého českého (Juniperus communis subsp. communis), který je jako ohrožený druh zapsán na červený seznam IUCN. Většina jedinců roste v části se suchými trávníky. V části území s jalovci roste borovice lesní (Pinus silvestris), která zastíněním jalovce oslabuje, a znemožňuje jejich přirozenou obnovu. V podrostu borovic převládá lipnice hajní (Poa nemoralis) s roztroušenými jedinci ostružiníků (Rubus), bezu černého (Sambucus nigra) a dochází v něm ke zmlazování listnatých stromů jako je dub zimní (Quercus petraea), javor klen (Acer pseudoplatanus) nebo habr obecný (Carpinus betulus).
Hlavním druhem bylinného patra suchých trávníků je ostřice kulkonosná (Carex pilulifera). Méně, ale stále hojně, je zastoupena bika ladní (Luzula campestris), mochna nátržník (Potentilla erecta), kostřava ovčí (Festuca ovina) a smilka tuhá (Nardus stricta). Negativním jevem je šíření třtiny křovištní (Calamagrostis epigejos), která trávníky spolu s nálety křovin postupně zarůstá. Louky v ochranném pásmu jsou oddělené pásy křovin, ve kterých roste trnka obecná, třešeň ptačí (Prunus avium) a javor klen.
Nepříznivý vliv má také myslivecké hospodaření, protože přikrmování zvěře na krmelištích ovlivňuje chemismus půdy, a umožňuje šíření ruderálních a nitrofilních rostlin jako je heřmánek terčovitý (Matricaria discoidea) a řepka olejka (Brassica napus).
Ze živočichů se vyskytují a územím prochází běžné druhy pastvin a lesních lemů, zejména ptáci.

## Přístup
Místo je přístupné po lesní cestě, která odbočuje ze zeleně značené turistické trasy z Drahoňova Újezdu do Zbirohu.